# 437192 Frederikolsen
437192 Frederikolsen è un asteroide della fascia principale. Scoperto nel 2011, presenta un'orbita caratterizzata da un semiasse maggiore pari a 3,0677739 au e da un'eccentricità di 0,0879554, inclinata di 14,56061° rispetto all'eclittica.
L'asteroide era stato inizialmente battezzato 437192 Frederickolsen per poi essere corretto nella denominazione attuale.
L'asteroide è dedicato al geologo Frederik Olsen.